# Die große Parade

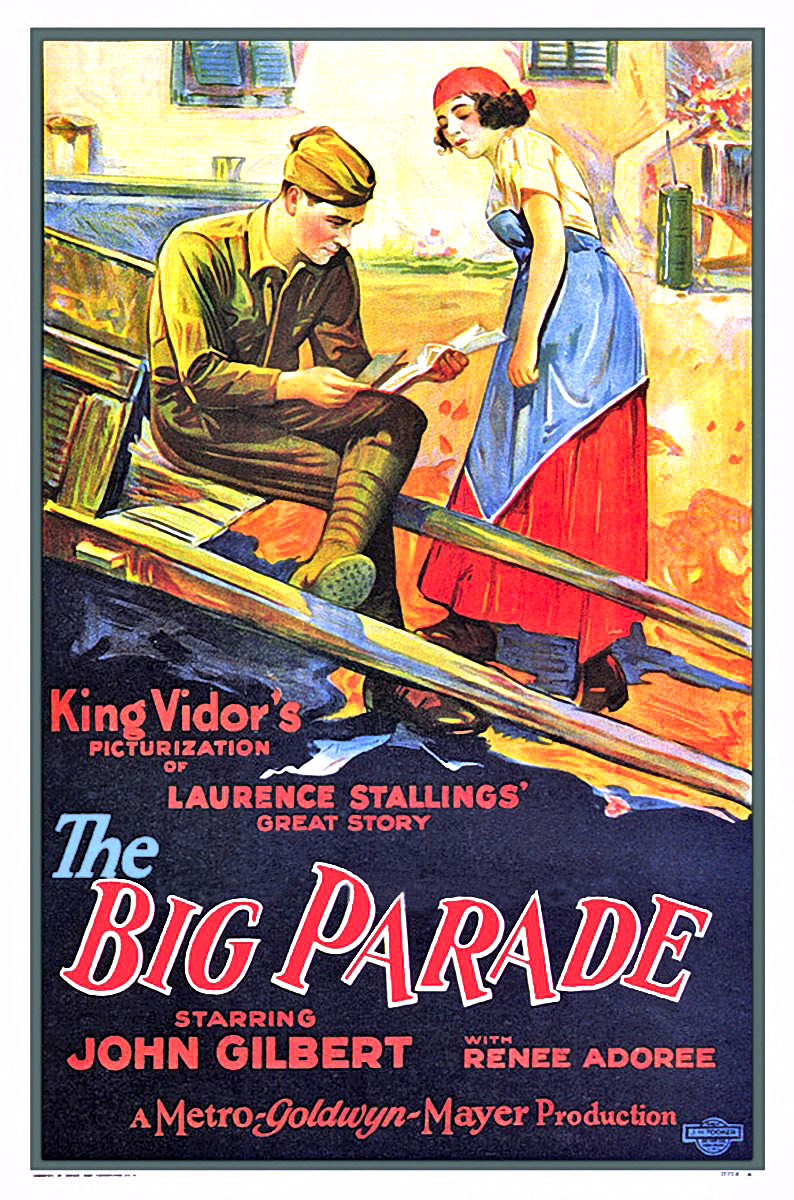
Filmposter

Die große Parade ist ein US-amerikanischer Antikriegsfilm des Regisseurs King Vidor aus dem Jahr 1925. Er spielt vor dem Hintergrund des Ersten Weltkriegs.

## Handlung
Die Vereinigten Staaten treten am 6. April 1917 in den Ersten Weltkrieg ein. Der junge Jim Apperson, aus reichem Hause kommend und bisher eher ein verwöhnter Müßiggänger, lässt sich von der Kriegseuphorie seiner Familie und seiner Freunde anstecken. Er meldet sich als Freiwilliger und wird nur wenig später nach Frankreich verschifft. In einem Ausbildungslager in dem Dorf Champillon führen er und die anderen Rekruten ein scheinbar sorgenfreies Leben. Jim schließt Freundschaft mit dem Bauarbeiter Slim und dem Barkeeper Michael, die ebenfalls in derselben Einheit wie er stationiert sind. In Frankreich verliebt er sich in das einheimische Bauernmädchen Melisande, obwohl sich beide anfangs nur mühsam miteinander verständigen können. Jim plagen Gewissensbisse, da er in New York eine Verlobte namens Justyn hat. Als Melisande von Justyns Existenz erfährt, ist sie zunächst traurig und rennt fort. Sie kommen allerdings noch einmal zu einer Urarmung zusammen, als die Einheit von Jim plötzlich an die Front verlegt wird.
Dort werden die jungen Soldaten mit den Schrecken des Krieges konfrontiert. Schon beim Anmarsch an die Front wird die Einheit von einem deutschen Flieger angegriffen. Jims Freunde Slim und Michael sterben in der Schlacht von Belleau Wood, er selbst wird am Bein angeschossen. Daraufhin sitzt er zusammen mit einem Deutschen, den er zuvor schwer verwundet hatte, in einem Krater fest. Jim will den wehrlosen Deutschen zunächst töten, entscheidet sich allerdings anders und gibt ihm eine Zigarette. Der deutsche Soldat stirbt dennoch wenig später. Jim wird schließlich von seinen Kameraden gefunden und in ein Krankenhaus gebracht.
Kurz nach seinem Aufwachen erfährt Jim durch einen anderen Patienten, dass Melisandes Heimatdorf Champillon viermal in andere Hände übergegangen ist. Jim macht sich Sorgen und entschlüpft trotz seines nicht geheilten Beines dem Krankenhaus. Melisande und ihre Mutter sind allerdings inzwischen aus Champillon geflüchtet, weshalb Jim deren Haus nur noch leer und beschädigt vorfindet. Jim bricht zusammen und wird erneut ins Krankenhaus gebracht, das Bein muss ihm amputiert werden. Als Invalide kehrt er nach Kriegsende in die Heimat zurück. Justyn hat sich inzwischen in Jims älteren Bruder Harry verliebt, was Jim allerdings nicht weiter stört, da er nur an Melisande denken muss. Auf Anraten seiner Mutter reist Jim erneut nach Frankreich, wo er schließlich Melisande findet und sie in seine Arme schließen kann.

## Hintergrund
Der Film basiert auf der Geschichte Plumes des Kriegsveteranen Laurence Stallings, die dieser im Auftrag der Produktionsfirma MGM verfasste und auf deren Grundlage Harry Behn das Drehbuch schrieb. Stallings hatte im Krieg selbst ein Bein verloren. 
Die große Parade entstand zu einem für damalige Verhältnisse sehr hohen Budget von rund 200.000 Dollar. Nach einer positiven Testvorführung wurden mehrere Szenen nachgedreht, darunter die meisten Schlachtszenen. Der Film feierte seine Premiere am 5. November 1925 in Los Angeles und wurde zum ersten großen Erfolg der neu gegründeten MGM-Studios. Allein in den Vereinigten Staaten spielte er 5.000.000 Dollar ein und ist damit nach Die Geburt einer Nation (1915) der zweiterfolgreichste Stummfilm  aller Zeiten. John Gilbert und Renée Adorée wurden durch den Film zu Stars.
Die große Parade gilt als der erste realistische Kriegsfilm, der den Heldentod nicht glorifiziert, sondern verurteilt. Er ebnete damit den Weg für Produktionen wie Im Westen nichts Neues, Westfront 1918 und zahlreiche weitere Antikriegsfilme.

## Auszeichnungen
Die große Parade wurde 1925 mit der Medal of Honor der Photoplay Awards ausgezeichnet.
Im Jahr 1992 erfolgte eine Aufnahme in das National Film Registry.

## Kritiken
Der Filmdienst schreibt, der Film sei neben seinem sensationellen finanziellen Erfolg einer „der großen und beeindruckenden Anti-Kriegsfilme Hollywoods“. Auch heute noch beeindrucke The Big Parade „durch seine glaubwürdige Haltung, beeindruckende Massenszenen (in einer Szene wurden 200 Panzer verwendet) und seine tief humane Gesinnung. Ein Meisterwerk der Filmgeschichte, das die Greuel des Krieges schonungslos anprangert.“